# Marie-Jean-Pierre Flourens
Marie-Jean-Pierre Flourens (Maureilhan, 15 aprile 1794 – Montgeron, 6 dicembre 1867) è stato un fisiologo francese, il primo ad aver dimostrato la funzione di gran parte del sistema nervoso centrale dei vertebrati.

## Biografia
Dopo avere ottenuto la laurea in medicina all'Università di Montpellier nel 1813, Flourens andò a Parigi, presso il famoso naturalista Georges Cuvier.
Con guida di Cuvier, fra il 1814 e il 1822 Flourens condusse una serie di esperimenti per determinare i cambiamenti fisiologici nel piccione dopo l'ablazione di determinate parti del cervello. La rimozione della zona prefontale del lobo frontale degli emisferi cerebrali comportava la perdita della volontà, della capacità di giudizio e di tutte le sensazioni percettive; la rimozione del cervelletto, la perdita della coordinazione motoria e dell'equilibrio. Tale verifica sperimentale smentì la tesi sostenuta da Franz Joseph Gall, padre della frenologia, sul cervelletto come area dell'istinto di conservazione della specie, poiché in realtà i tentativi di accoppiamento dopo cerebellectomia erano resi vani dai problemi di equilibrio. La rimozione del midollo allungato, invece, era incompatibile con la vita. Questi esperimenti portarono Flourens alla conclusione che gli emisferi cerebrali sono responsabili delle facoltà psichiche e intellettive superiori, che il cervelletto regola tutti i movimenti, e che il midollo allungato controlla le funzioni vitali, specialmente la respirazione. Flourens fu anche il primo a riconoscere il ruolo dei canali semicircolari dell'orecchio interno nel mantenere l'equilibrio corporeo.
Flourens divenne professore di anatomia comparata al Muséum National d'Histoire Naturelle nel 1832 e professore al Collège de France nel 1855. Compendiò i suoi studi sul cervello nelle Recherches expérimentales sur les propriétés et les fonctions du système nerveux dans les animaux vertébrés (1824).

## Scritti (selezione)
- Essai sur quelques points de la doctrine de la revulsion et de la derivation (Montpellier, 1813)
- Experiences sur le système nerveux (Paris, 1825)
- Cours sur la génération, l'ovologie, et l'einhryologie (1836)
- Analyse raisonnée des travaux de G. Cuvier (1841)
- Recherches sur le développement des os et des dents (1842)
- Anatomie générale de la peau et des membranes muqueuses (1843)
- Buffon, histoire de ses travaux et de ses idées (1844)
- Fontenelle, ou de la philosophie moderne relativement aux sciences physiques (1847)
- Théorie expérémentale de la formation des os (1847)
- Œuvres complètes de Buffon (1853)
- De la longévété humaine et de la quantité de vie sur le globe (1854), numerous editions
- Histoire de la découverte de la circulation du sang (1854)
- Cours de physiologie comparée (1856)
- Recuesi des lloges historiques (1856)
- De la vie et de l'intelligence (1858)
- De la raison, du genie, et de la folie (1861)
- Ontologie naturelle (1861)
- Examen du livre du M. Darwin sur l'Origine des Espèces (1864).